# Эстонская хоккейная лига
Хоккейная Лига Унибет (эст. Unibet Hokiliiga (UHL) — главная эстонская хоккейная лига. В настоящее время состоит из шести команд: Нарва ПСК, Вялк 494, Виру Спутник, Эверест, Пантер и Вайперс.
Чемпион Эстонии имеет право представлять страну на Континентальном кубке по хоккею.
В стране 28 арбитров, обслуживающие игры чемпионата Эстонии во всех возрастных классах. Работу хоккейных судей организует координатор эстонских хоккейных судей Максим Тооде.

## История
Эстонская хоккейная лига была основана в 1934 году. После включения Эстонии в СССР играла роль региональной лиги. С 1945 по 1946 эстонские команды участвовали в чемпионате Эстонской ССР. До аннексии страны и включения в состав Советского Союза чемпионат Эстонии проводился в межвоенной Эстонии с 1934 по 1940 год. В сезоне 2017-18 лига была известна как Nordic Power Hokiliiga. В сезоне 2018-23 называлась Coolbet Hokiliiga. 
Нарва ПСК доминировала в лиге с самого начала, выиграв первые шесть чемпионатов и восемь из первых 11 сезонов. После завоевания своего первого титула в 1997 году Вялк 494 стала самой последовательно успешной командой в чемпионате с момента основания лиги, выиграв в общей сложности девять чемпионатов. HK Stars завоевали четыре титула за пять лет с 2005 по 2009 год.
В сезоне 2022-23 годов турнир приобрел международный статус, в чемпионате приняли участие 7 команд: 5 из Эстонии (HC Panter, Välk 494, Narva PSK, HC Everest, Viru Sputnik) и 2 из Латвии (HK Kurbads, HS Riga). Команда, выигравшая чемпионат в том году, — HK Kurbads.
В сезоне 2023-24 годов лига носила название Unibet Hokiliiga, спустя семь лет нарвские хоккеисты смогли выиграть чемпионат Эстонии и представят страну в Континентальном кубке IIHF 2024-25 в группе B, игры которой пройдут в Нарве.
В сезоне 2024-25 лига сохранила своё название. К пяти командам, игравшим в предыдущем сезоне, добавилась столичная "Вайперс".

## Чемпионы
- 1934 : «Калев» (Таллин)
- 1935 : не проводился
- 1936 : АСК (Тарту)
- 1937 : «Калев» (Таллин)
- 1938 : не проводился
- 1939 : АСК (Тарту)
- 1940 : «Спорт» (Таллин)
- 1941 : не проводился
- 1942 : не проводился
- 1943 : не проводился
- 1944 : не проводился
- 1945 : не проводился
- 1946 : «Динамо» (Таллин)
- 1947 : «Динамо» (Тарту)
- 1948 : «Динамо» (Таллин)
- 1949 : «Динамо» (Таллин)
- 1950 : ЛТМ (Таллин)
- 1951 : ЛТМ (Таллин)
- 1952 : «Динамо» (Таллин)
- 1953 : «Динамо» (Таллин)
- 1954 : «Динамо» (Таллин)

- 1955 : «Динамо» (Тарту)
- 1956 : «Химик» (Таллин)
- 1957 : «Динамо» (Тарту)
- 1958 : «Калев» (Таллин)
- 1959 : «Калев» (Таллин)
- 1960 : «Калев» (Таллин)
- 1961 : «Калев» (Таллин)
- 1962 : «Калев» (Таллин)
- 1963 : «Экскаватор» (Таллин)
- 1964 : «Таксопарк» (Таллин)
- 1965 : «Темпо» (Таллин)
- 1966 : «Экскаватор» (Таллин)
- 1967 : «Кренгольм» (Нарва)
- 1968 : «Темпо» (Таллин)
- 1969 : «Кренгольм» (Нарва)
- 1970 : «Химик» (Кохтла-Ярве)
- 1971 : «Кренгольм» (Нарва)
- 1972 : «Химик» (Кохтла-Ярве)
- 1973 : «Кренгольм» (Нарва)
- 1974 : «Химик» (Кохтла-Ярве)
- 1975 : «Кренгольм» (Нарва)

- 1976 : «Химик» (Кохтла-Ярве)
- 1977 : «Химик» (Кохтла-Ярве)
- 1978 : «Таллэкс» (Таллин)
- 1979 : «Химик» (Кохтла-Ярве)
- 1980 : «Химик» (Кохтла-Ярве)
- 1981 : «Таллэкс» (Таллин)
- 1982 : «Силламяэ» (Силламяэ)
- 1983 : «Химик» (Кохтла-Ярве)
- 1984 : «Химик» (Кохтла-Ярве)
- 1985 : «Химик» (Кохтла-Ярве)
- 1986 : «Кренгольм — 2» (Нарва)
- 1987 : «Химик» (Кохтла-Ярве)
- 1988 : «Кренгольм — 2» (Нарва)
- 1989 : «Химик» (Кохтла-Ярве)
- 1990 : «Кренгольм — 2» (Нарва)
- 1991 : «Кренгольм» (Нарва)
- 1992 : «Кренгольм» (Нарва)
- 1993 : «Кренгольм» (Нарва)
- 1994 : «Кренгольм» (Нарва)
- 1995 : «Кренгольм» (Нарва)
- 1996 : «Кренгольм» (Нарва)
- 1997 : «Вялк 494» (Тарту)
- 1998 : «Кренгольм» (Нарва)
- 1999 : «Вялк 494» (Тарту)
- 2000 : «Вялк 494» (Тарту)
- 2001 : «Нарва-2000» (Нарва)
- 2002 : «Вялк 494» (Тарту)
- 2003 : «Вялк 494» (Тарту)
- 2004 : «Пантер» Таллин
- 2005 : «Старз» Таллин
- 2006 : «Старз» Таллин
- 2007 : «Старз» Таллин
- 2008 : «Калев-Вялк» (Тарту)
- 2009 : «Старз» Таллин
- 2010 : «Виру Спутник» (Кохтла-Ярве)
- 2011 : «Калев-Вялк» (Тарту)
- 2012 : «Калев-Вялк» (Тарту)
- 2013 : «Викинг Спорт» (Таллин)
- 2014 : «Викинг Спорт» (Таллин)
- 2015 : «Калев-Вялк» (Тарту)
- 2016 : «Нарва ПСК» (Нарва)
- 2017 : «Нарва ПСК» (Нарва)
- 2018 : «Викинг» (Таллин)
- 2019 : «Вялк 494» (Тарту)
- 2020 : «Вялк 494» (Тарту)
- 2021 : «Вялк 494» (Тарту)
- 2022 : «Вялк 494» (Тарту)
- 2023 : «Курбадс» (Рига)
- 2024 : «Нарва ПСК» (Нарва)

## Молодёжные чемпионаты Эстонии[3]
Остальные лиги чемпионата Эстонии по хоккею делятся по возрасту. В классах U17-U8 дети могут играть по годам рождения своих возрастных групп. Кроме того, в команде могут играть до 3-х игроков, которые старше по возрастной группе на один год, если они родились в последние три месяца предыдущего года. В виде исключения существует специальное разрешение для девочек, которые могут быть старше данной возрастной группы на срок до 2 лет.
Цель соревнований:
1. Выявить молодежных чемпионов Эстонии по хоккею с шайбой в возрастных группах U20, U17, U14.
2. Популяризировать детский хоккей в возрастных группах U12, U10 и U8 по всей Эстонии.
3. Узнать кандидатов в сборные U-20 и U-18.
4. Популяризировать хоккей с шайбой в Эстонской Республике.

### Сезон 2023-24[4]
В сезоне 2023-24 были сформированы следующие возрастные группы: U20, U17, U14, U12-1 (матчи чемпионатов на полное поле); U12-2 (матчи чемпионата на пол поля); U10-1, U10-2, U8 (матчи чемпионатов на треть поля).

###### U20
В классе U20 были представлены 2 команды: 
1. HC Panter/HK Tornaado (Таллинн)
2. Narva PSK (Нарва)

Команды провели между собой по 4 встречи (2 дома и 2 на выезде), каждая встреча длилась 3 периода по 20 минут. Итоговый зачёт призёров:
| Место | Команда               | Очки |
| ----- | --------------------- | ---- |
| 1     | HC Panter/HK Tornaado | 7    |
| 2     | Narva PSK             | 1    |

###### U17
В классе U17 были представлены 6 команд:
1. SK Kajakas/HC Everest (Тарту, Кохтла-Ярве)
2. Narva PSK (Нарва)
3. HC Vipers (Таллинн)
4. HK Tornaado (Таллинн)
5. SK Viru Sputnik (Кохтла-Ярве)
6. HC Panter (Таллинн)

Каждая команда провела с каждой по 4 встречи (2 дома и 2 на выезде), каждая игра длилась 3 периода по 20 минут. Итоговый зачёт призёров:
| Место | Команда               | Очки |
| ----- | --------------------- | ---- |
| 1     | SK Kajakas/HC Everest | 33   |
| 2     | Narva PSK             | 27   |
| 3     | HC Vipers             | 24   |

###### U14
В классе U14 были представлены 11 команд:
1. HK Tornaado Sinine (Таллинн)
2. SK Kajakas (Тарту)
3. HC Vipers 11 (Таллинн)
4. Narva PSK (Нарва)
5. HC Vipers 10 (Таллинн)
6. HC Panter Must (Таллинн)
7. HK Tornaado Kollane (Таллинн)
8. Narva PSK 2 (Нарва)
9. SK Viru Sputnik (Кохтла-Ярве)
10. HC Panter Punane (Таллинн)
11. HC Everest (Кохтла-Ярве)

Каждая команда на первом этапе провела с каждой по одной игре, затем по итогам первого тура команды были разделены на две группы U14-1 (первые 6 команд) и U14-2 (последние 5 команд) и уже в этих группах сыграли по 2 игры каждая с каждой. Первый тур команды играли 3 периода по 15 минут. Второй тур: U14-1 - 3 периода по 15 минут; U14-2 - 2 периода по 20 минут. Итоговый зачёт призёров:
| Место | Команда            | Очки |
| ----- | ------------------ | ---- |
| 1     | HK Tornaado Sinine | 19   |
| 2     | Narva PSK          | 14   |
| 3     | HC Vipers 11       | 10   |

| Место | Команда             | Очки |
| ----- | ------------------- | ---- |
| 1     | HK Tornaado Kollane | 16   |
| 2     | SK Viru Sputnik     | 12   |
| 3     | Narva PSK 2         | 8    |

###### U12-1
В классе U12-1 были представлены 7 команд:
1. HK Tornaado (Таллинн)
2. SK Kajakas (Тарту)
3. HC Vipers 2012 (Таллинн)
4. Narva PSK (Нарва)
5. HC Vipers 2013 (Таллинн)
6. HC Panter (Таллинн)
7. SK Viru Sputnik (Кохтла-Ярве)

Начиная с класса U12-1 и по U8 счёт во время игры у команд не ведётся и итоговый счёт во всех встречах был 0:0.
В группе U12-1 каждая команда провела с каждой по 3 встречи (1 на выезде и 2 дома или 1 дома и 2 на выезде), каждая игра длилась 2 периода по 20 минут.

###### U12-2
В классе U12-2 были представлены 6 команд:
1. JHK/SOFTCOM (Йыгева)
2. SK Kajakas (Тарту)
3. HC Vipers (Таллинн)
4. Narva PSK (Нарва)
5. Viljandi Hokiklubi (Вильянди)
6. HC Panter (Таллинн)
7. HC Everest (Кохтла-Ярве)

Начиная с класса U12-2 и по U8 каждая игра длится 24 минуты.
Каждая команда провела с каждой по 3 встречи (1 на выезде и 2 дома или 1 дома и 2 на выезде). Команды играли в формате 4 на 4.

###### U10-1
В классе U10-1 были представлены 8 команд:
1. HK Tornaado (Таллинн)
2. SK Kajakas (Тарту)
3. HC Vipers 2014 (Таллинн)
4. Narva PSK 1 (Нарва)
5. HC Vipers 2015 (Таллинн)
6. HC Panter (Таллинн)
7. Narva PSK 2 (Нарва)
8. SK Viru Sputnik (Кохтла-Ярве)

Начиная с класса U10-1 и по U8 команды играют в формате 3 на 3.
Каждая команда в классе U10-1 сыграла по 2 игры с каждой (1 дома и 1 на выезде).

###### U10-2
В классе U10-1 были представлены 4 команды:
1. HC Vipers 2014/2015 (Таллинн)
2. HC Panter (Таллинн)
3. HC Everest (Кохтла-Ярве)
4. HK Tornaado (Таллинн)

Каждая команда провела с каждой по 4 встречи (2 дома и 2 на выезде).

###### U8
В классе U8 были представлены 11 команд:
1. HK Tornaado Sinine (Таллинн)
2. SK Kajakas (Тарту)
3. HC Vipers (Таллинн)
4. Narva PSK Must (Нарва)
5. JHK/SOFTCOM (Йыгева)
6. HC Panter Must (Таллинн)
7. HK Tornaado Kollane (Таллинн)
8. Narva PSK Valge (Нарва)
9. SK Viru Sputnik (Кохтла-Ярве)
10. HC Panter Punane (Таллинн)
11. HC Everest (Кохтла-Ярве)

Дети самого младшего класса чемпионата Эстонии по хоккею играли синей шайбой. 

## IHL - Ida Hokiliiga
Восточная хоккейная лига (IHL - Ida Hokiliiga) — любительская хоккейная лига, созданная в Эстонии в 2024 году с целью объединения любительских команд из разных городов и проведения регулярных соревнований. Лига отличается открытостью и самостоятельной модерацией правил, что позволяет участвовать хоккеистам любого уровня подготовки — от бывших профессионалов до новичков, впервые вышедших на лёд во взрослом возрасте. В дебютном сезоне 2024/2025 в лиге представлены четыре команды: две из Нарвы, одна из Кохтла-Ярве и одна из Таллина.
Игры Восточной хоккейной лиги вызвали заметный интерес среди зрителей, собирая на трибунах семьи и болельщиков команд. Согласно участникам, основными преимуществами лиги являются дружеская атмосфера и возможность приобретения опыта за счёт игр с командами разного уровня.